# Florianitag

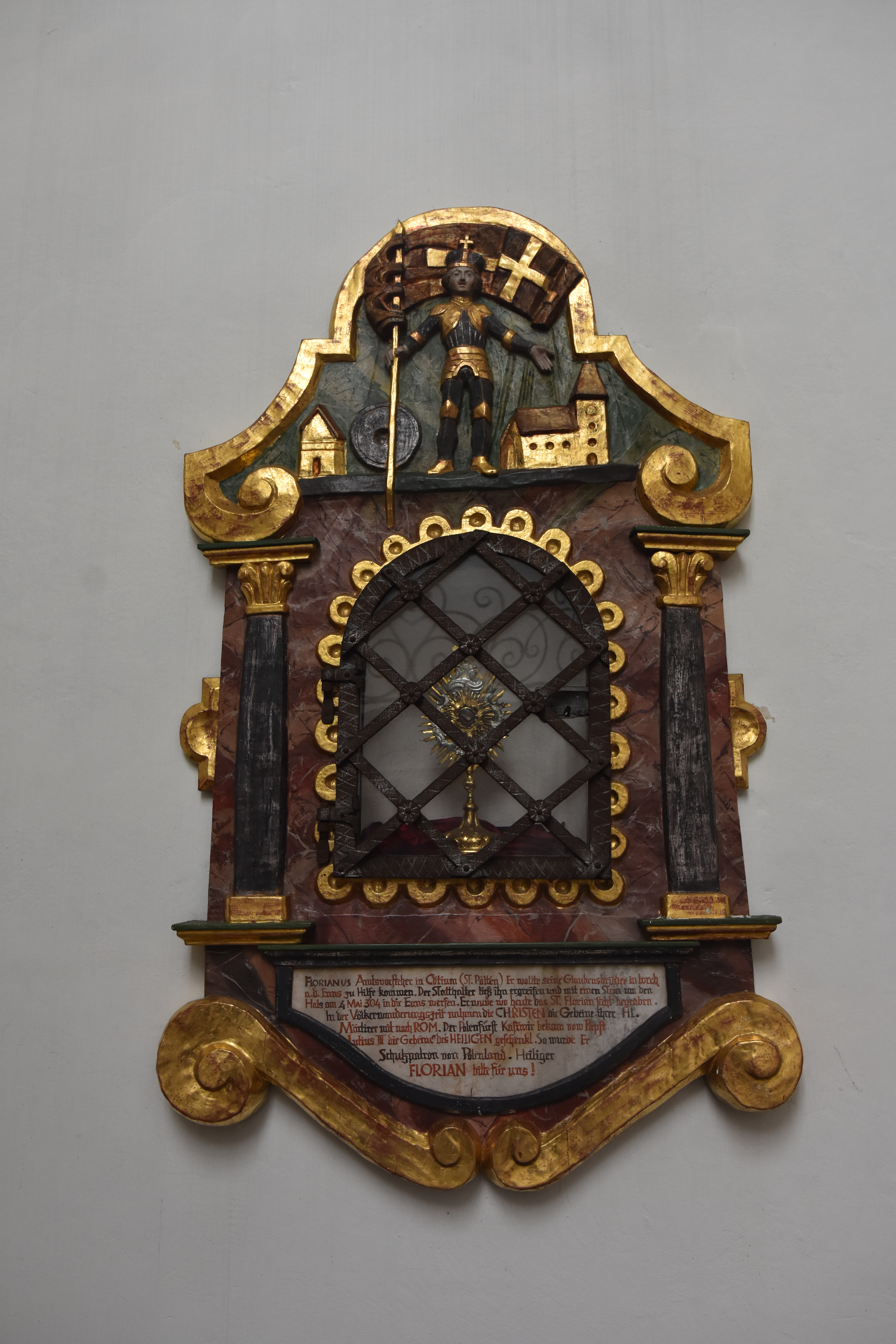
Der hl. Florian

Der Florianitag am 4. Mai ist der Gedenktag des heiligen Florian. Er wird insbesondere von den Feuerwehren in Österreich gefeiert. Da der 4. Mai einerseits kein gesetzlicher Feiertag ist, andererseits aber nicht immer auf einen Sonntag fällt, wird er jeweils am Sonntag vor oder nach dem 4. Mai abgehalten.
Obwohl die Verehrung des Heiligen Florians schon bis in die Gründungszeiten der Feuerwehren zurückgeht, wird der Florianitag in größerem Umfang erst seit dem Zweiten Weltkrieg gefeiert.

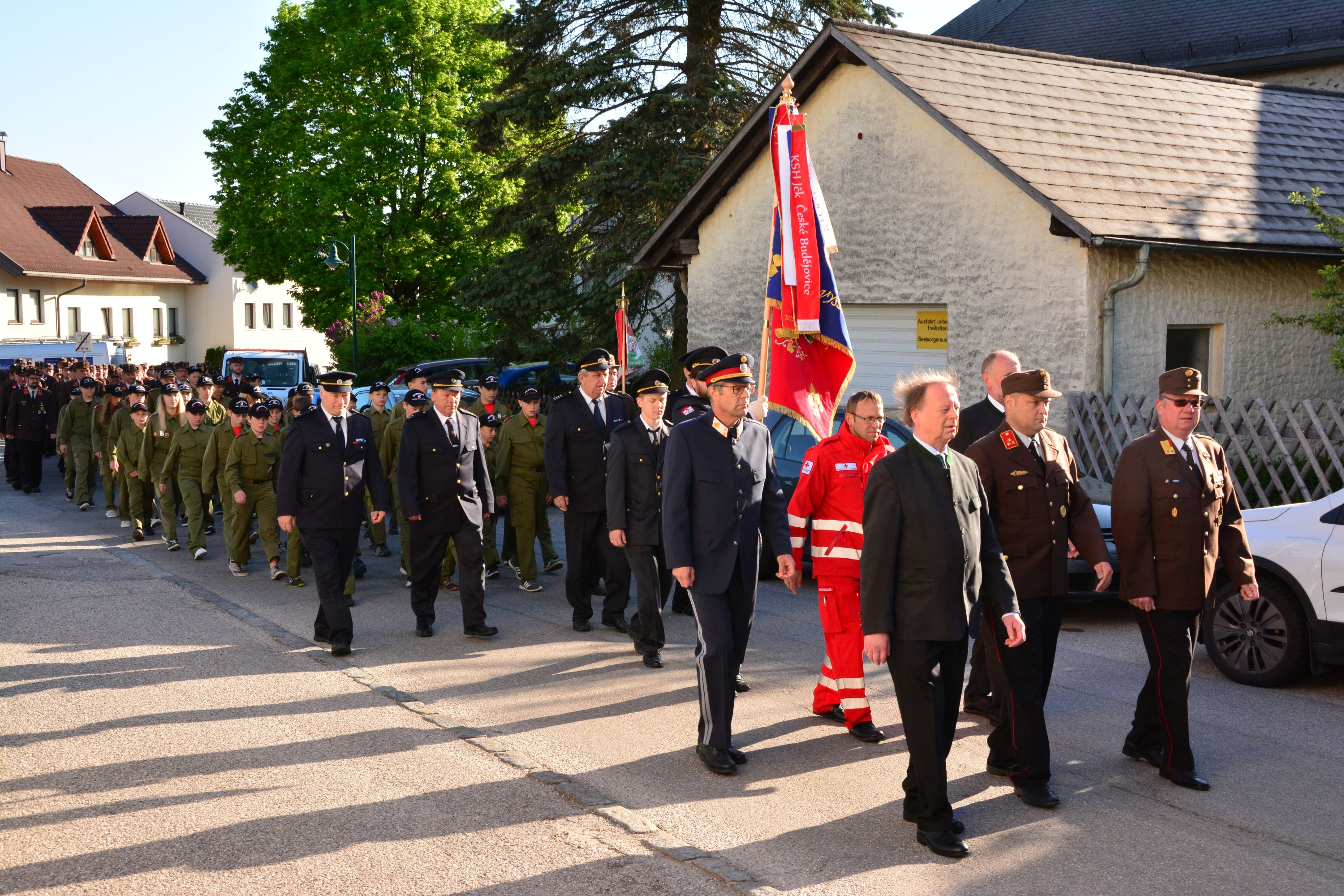
Florianifeier in Bad Leonfelden, 2018

Begangen wird der Feiertag sowohl auf der örtlichen Ebene, als auch auf übergeordneten Ebenen. Meist wird er dazu genutzt, um sich in der Öffentlichkeit zu präsentieren. In den einzelnen Feuerwehren wird der Tag meist mit einer heiligen Messe begonnen und anschließend ein Tag der offenen Tür mit verschiedenen Vorführungen durchgeführt. Die Bräuche in Verbindung mit diesem Tag können aber regional sehr unterschiedlich sein. Teilweise werden Angelobungen oder Ehrungen von Feuerwehrleuten in der Öffentlichkeit durchgeführt. Bei einigen Feuerwehren werden so genannte Florianibittgänge abgehalten.
Eine nahezu einhundertjährige Tradition haben österreichisch-deutsche grenzüberschreitende Florianifeiern, die abwechselnd in Großgmain und Bayerisch Gmain abgehalten werden.
Auf Landesebene werden ebenfalls Feiern verschiedener Art durchgeführt. So wird in Niederösterreich seit 1983 jährlich ein Floriani-Marsch jeweils zu anderen Orten durchgeführt.